# Henri Bobichon
Henri-François Bobichon (né le 2 mai 1866 à Saint-Étienne et mort le 16 septembre 1939 à Paris) est un explorateur et administrateur colonial français.

## Biographie
Il participe en 1889 comme officier à la mission Brazza puis est nommé en 1891 chef du poste de Bangui sur l'Oubangui. Il fait partie, après le massacre de Paul Crampel, de la mission punitive que commande Jean Dybowski dans la vallée de la Kémo. Paul Félix Brunache et Albert Nebout, seul survivant de la mission Crampel, en font partie ; ils retrouvent les ossements de Lauzières, rien de Crampel, dont il donne le nom à un pic et sont, à la fin de l'année 1891, de retour à Bangui.
En 1894, Bobichon explore le Haut-Oubangui avec Vermot et le capitaine Julien. Il est alors administrateur aux Abiras, au confluent de l'Oubangui et du Mbomou. Avec le capitaine Julien, il reconnaît la Kota et crée deux postes.
Administrateur à Bangui (1896-1897), il contribue à la réussite de la première mission Gentil et, en 1897, avec Georges Bruel, il organise le passage de la mission Marchand sur l'Oubangui entre Kouango et le Bahr el Ghazal. Le trajet est préparé par le gouverneur Liotard le docteur Cureau qui lui succédera. Au Kouango, Bobichon recrute les nombreux Banziris, pagayeurs sur les pirogues de la mission Marchand. Dans le Haut-Oubangui, il crée des postes et trace des "routes" avec Cureau. Ayant su établir de bonnes relations avec les sultans du M'bomou, Bangassou et Rafaï, il obtient d'eux de nombreux porteurs pour transporter les charges, bateau démonté compris, de la mission Marchand, du M'Bomou au Soué. Bobichon s'occupe aussi du ravitaillement ; comme beaucoup, il rêve de voir le Nil. Mais des troubles éclatent à Bangui. L'administrateur Comte a été volontairement noyé et mangé par les Bobassas. De retour à Bangui le 2 novembre 1897, il rétablit l'ordre.
En juin 1898, le gouverneur Liotard rejoint Bobichon à Bangui, pour rentrer en France, en congé réglementaire. Ils s'apprêtent à embarquer sur la France, vapeur de la « Société anonyme belge » (S.A.B.), qui vient de déposer au seuil de Zinga, en aval du poste de Bangui, le docteur Briand, venu remplacer le docteur Spire. Mais le capitaine du vapeur refuse de prendre des Sénégalais à son bord. Liotard et Bobichon, ne voulant pas abandonner leurs 11 miliciens, retournent à Bangui, en pirogue, avec le docteur Briand qui a fait affaire avec le chef Tulélé. Le 22 juillet 1898, Liotard et Bobichon, ne voyant aucun navire arriver, quittent Bangui en chaland avec quelques Sénégalais, laissant Spire au poste, à attendre qu'un vapeur arrive enfin. Un voyage de 1 200 km. de Bangui à Brazzaville.

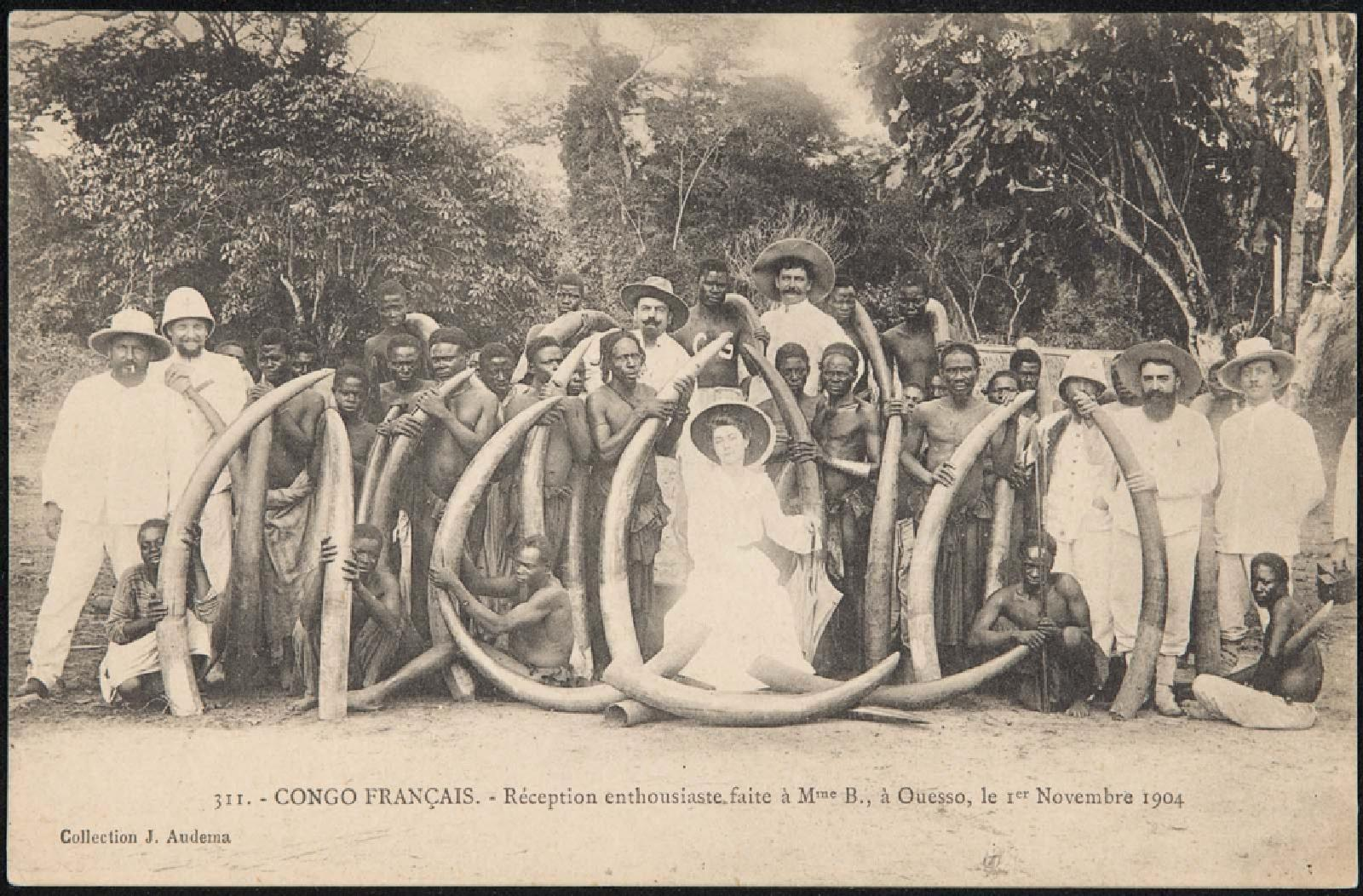
Réception de Mme Bobichon à Ouesso (1904)

En 1900, Bobichon, administrateur du Haut-Oubangui et chevalier de la Légion d'honneur, est Délégué du commissaire général du Congo français.
Il participe en 1901-1902 à l'expédition du lieutenant Bos et de Maurice Superville dans la haute vallée de la  Kotto.
En 1903-1904, il mène une importante tournée d'inspection et de recensement dans les bassins de la Likouala-Mossaka et de la Likouala-aux-Herbes.
Commissaire de la République au Congo, gouverneur des colonies, il est élu à l'Académie des sciences coloniales en 1934.
Il est cité par André Gide dans son Voyage au Congo en 1927 pour un rapport qu'il a écrit en 1904.

## Travaux
- Le Haut-Oubangui et la mission Marchand, La revue forézienne, Paris, 1899
- Explorations de MM. Bobichon et Superville dans le bassin de la haute Kotto, La Géographie, t. IV, 1901, p. 370-372
- Colonisation du Haut-Oubangui, Bulletin de la Société de géographie commerciale, 1901, p. 449
- Le Haut-Oubangui. Évacuation du Bahr-El-Ghazal. Organisation administrative, politique, sociale, économique, Revue forézienne illustrée, 1902.
- La politique indigène dans les colonies françaises, 1912
- Les peuplades de l'Oubangui-Chari-M'Bomou à l'époque des missions Liotard et Marchand, Bulletin du Comité de l'Afrique française, septembre 1931
- Contribution à l'histoire de la mission Marchand, 1936
- Le vieux Congo français et l'A. E. F, 1938